# وولفگانگ زیمرر
وولفگانگ زیمرر (انگلیسی: Wolfgang Zimmerer؛ زادهٔ ۱۵ نوامبر ۱۹۴۰) ورزشکار بابسلد اهل آلمان است.
وی در مسابقات کشوری و بین‌المللی در مجموع برندهٔ ۵ مدال طلا، ۴ مدال نقره، ۴ مدال برنز شده‌است.